# 絵銭
絵銭（えせん）は、銭貨の形式を模した民俗史料・民芸品。
通貨として使われたものではない。その意匠は七福神、駒曳き、富士山、家紋など多岐にわたる。絵を刻むから絵銭と呼ぶ
が、語源については異説もあり、小型のものは銭緡に紛れ込むなどして流通したからともいう。えぜにともいう。

## 概要
『続化蝶類苑』（安永2年/1773年）によると、足利義政（在職:1449 - 1473年）が文明年間（1469 - 1486年）、京都の六条河原で銭を作り子供たちに与えたのが絵銭のルーツ（六条銭）であるというが、現在では六条銭は江戸期のものであるというのが定説である。絵銭のルーツについて、次のような説がある。中世末より渡来銭を模造して私鋳していた技術者が存在するが、1670年（寛文10年）、寛永通宝以外の銭貨の流通が禁止されると、彼らはその技術を流用して絵銭を製造するようになった。
江戸期に入って銭貨の統一が進むと、旧来の銭貨は流通量も減っていった。そこで、一部マニアはこれらを収集の対象とした。1670年以降は収集もさらに盛んになる。『和漢古宝銭之図』（元禄3年/1694年）に「駒曳銭」「蛭子銭」「大黒銭」などが記載され、絵銭も収集の対象になっていたことが窺われる。
『続化蝶類苑』に「絵銭類」という文字が現れるが、ここでは現在「絵銭」と呼ばれている物の下位分類の一つという扱いである。「絵銭」という言葉が現在とほぼ同じ意味で使われるのは『和漢泉彙』（天明2年/1782年）が最初である。
この頃から寺社が参詣者に頒布するお守りとしても製造される。後には子供の面子遊びや石蹴りに使用する玩具としても製造されるようになった。さらに、新築に際しての「上棟銭」各種慶事の「記念銭」にまで絵銭の範囲は拡大した。

## 主な種類
絵銭の分類はいまだ確立しておらず、機能や編年の研究もまだ途上であるが、当記事では特に断らない限りに準拠して分類する。

### 鏡屋銭
京都の鏡職人が余った材料で鋳造したとされる（鏡屋の店頭で売られた）。デザインは家紋を描いたものが大部分を占める。

### 浅間銭
富士山を神格化した神を祀る浅間神社の信徒が護符として身に着けたもの。描かれている富士山は必ず噴火している。宝永大噴火（宝永4年/1707年）以降の製造であろうと推測されている。あさませんと呼ばれることが多いが、せんげんせんと読むべきだとする説もある。面子遊びに使用した、とする文献もある。

### 穴一銭
一説に面子遊びのルーツともいわれる「穴一」という遊びに使われた。穴一は、地面に掘った穴に銭を投げ入れ、先に入った銭をはじき出せばそれを獲得できるという一種の博打に由来する。
デザインは浅間銭との類似がみられるほか、福の神や宝珠を描いたものもある。これは絵銭が厭勝銭から発展してきたことの証左であるとする文献もある。その他「橋合戦」という、五条大橋における弁慶と義経の戦いを描いたものもある。

### 紋切銭
片側には歌舞伎役者の役者紋（定紋）、片側には漢字1字を刻むものが多い。その紋を使用した役者の頭文字ではないか、という仮説を立てた古銭研究者の川田晋一は、紋切銭に描かれた紋と頭文字が一致するのは1750年から1810年の間に集中していると突き止めた。

### 打印銭
デザインではなく製作技術に基づく分類。鋳造ではなく打刻によって絵柄を刻む。鍔師の関与が窺われる。

### 駒曳き銭
馬を描いた絵銭。「手綱駒、瓢箪駒、猿引駒、猿乗駒、桃猿駒、俵駒、衣冠駒、和銅駒」などの下位分類がある。馬は神の乗り物であり、境界突破、異界往来を象徴する。馬を描いた駒曳き銭は、呪物としての銭貨の本質に迫るものである（栄原永遠男による）。

### 五位堂銭
奈良県北葛城郡五位堂村（現・香芝市五位堂）で江戸末期から明治中期にかけて製造された。石蹴りに使用する鉄製の絵銭。意匠は花をモチーフにしたものが多い。石蹴りについては、1901年年の文献（1968年の翻刻あり）に「近年子供の遊びとして盛んに行われる」とある。五位堂村は古くから鉄釜の産地で、その職人が片手間で製造した。絵銭に加えられたのは『新定昭和泉譜』（1932年）が最初。

### 面子銭
玩具としての絵銭の中では初期に発生したとされる。寛政年間（1789 - 1801年）の文献にすでに記載がある。直径に対して厚みが大きいのが特徴。大黒や駒曳きなど、縁起物の意匠が多い。
穴一銭との間に、初めは厳密な区別はなかったと考えられている。寛永通宝に近い厚さを持つものを穴一銭、直径に対して厚みが大きいものを面子銭と呼ぶことが多い。

### 念仏銭
「南無阿弥陀仏」の文字列を刻むもの。文字が主体のデザインであるが絵銭と呼ばれる。浄土宗や浄土真宗の信徒が護符として身に着けた。17世紀半ば以降、六道銭として使われた実績あり。
直径が寛永通宝の2倍以上もある「大念仏」と呼ばれるものもある。

### 題目銭
「南無妙法蓮華経」の文字列を刻むもの。文字が主体のデザインであるが絵銭と呼ばれる。六道銭として使われた実績あり。

## その他
貨幣収集（通貨として流通したもの）の傍系として収集されるが、広く収集家に愛好されている。江戸期の絵銭を模造したもの、江戸期に存在しなかったオリジナルの絵銭などを製造して収集家に販売する者がいる（主に大正期以後）が、このような物に史料価値はない。
銭貨には呪的な能力があるという古くからの考え方があるが、それを形にしたものが厭勝銭である。絵銭は厭勝銭につながる呪物であるという説もある。